# Diocesi di Breslavia (luterana)
La diocesi di Breslavia (in polacco: Diecezja wrocławska) è una sede della Chiesa evangelica augustana in Polonia. È retta dal vescovo Waldemar Pytel.

## Territorio
La diocesi di Breslavia si trova nella zona occidentale della Polonia. Si estende da Kłodzko fino al Mar Baltico. Il territorio della diocesi di Breslavia comprende il voivodato della Bassa Slesia, il voivodato di Lubusz, e la parte occidentale del voivodato della Pomerania Occidentale.

## Cronotassi dei vescovi
- Waldemar Preiss (1947 - 1952, ritirato)
- Gustaw Gerstenstein (1952 - 1958, ritirato)
- Waldemar Lucer (1958 - 1979)
- Józef Pośpiech (1980 - 1994)
- Ryszard Bogusz (1994 - 7 marzo 2015)
- Waldemar Pytel, dal 7 marzo 2015

## Parrocchie
| Parrocchia          | Istituzione | Chiese                                | Immagine |
| ------------------- | ----------- | ------------------------------------- | -------- |
| Gorzów Wielkopolski | 1667        | Chiesa luterana a Gorzów Wielkopolski |          |
| Jawor               | 1670        | Chiesa della Pace a Jawor;            |          |
| Jelenia Góra        | 1743        | Chiesa luterana a Jelenia Góra;       |          |
| Karpacz             | 1844        | Chiesa Wang a Karpacz;                |          |
| Kłodzko             | 1562        | Chiesa luterana a Kłodzko;            |          |
| Legnica             | 1734        | Chiesa luterana a Legnica;            |          |
| Lubań               | 1684        | Chiesa luterana a Lubań;              |          |
| Syców               | 1559        | Chiesa luterana a Syców;              |          |
| Stettino            | 1896        | Chiesa luterana a Stettino;           |          |
| Świdnica            | 1755        | Chiesa luterana a Świdnica ;          |          |
| Wałbrzych           | 1817        | Chiesa luterana a Wałbrzych;          |          |
| Wrocław             | 1750        | Chiesa luterana a Breslavia;          |          |
| Wrocław             | 1809        | Chiesa luterana a Breslavia;          |          |
| Zielona Góra        | 1776        | Chiesa luterana a Zielona Góra        |          |
| Żary                | 1613        | Chiesa luterana a Żary                |          |